# Засадки
Засадки (укр. Засадки) — село в Хыровской городской общине Самборского района Львовской области Украины.
Население по переписи 2001 года составляло 191 человек. Занимает площадь 0,71 км². Почтовый индекс — 82052. Телефонный код — 3238.